# Rose City (Michigan)
Pour les articles homonymes, voir Rose City.
La ville de Rose City est située dans le comté d'Ogemaw, dans l’État du Michigan, aux États-Unis. Sa population s’élevait à 653 habitants lors du recensement de 2010, estimée à 631 habitants en 2017.

## Histoire
La localité a été fondée en 1875 sous le nom de Churchill.
Le 23 juillet 1892, la localité a été déplacée à l’est et le bureau de poste a pris son nom actuel.
Rose City a été incorporée en tant que city en 1905.

## Source
- (en) Cet article est partiellement ou en totalité issu de l’article de Wikipédia en anglais intitulé « Rose City, Michigan » (voir la liste des auteurs).